# 422 до н. е.

## Події
- Заснування Херсонеса.

## Померли
- Клеон — давньогрецький політичний діяч.
- Брасид — давньогрецький полководець.